# Torralba, Sardinien
Torralba är en ort och kommun i provinsen Sassari i regionen Sardinien i Italien. Kommunen hade 946 invånare (2017).